# Grünau
För andra betydelser, se Grünau (olika betydelser).
Grünau är en stadsdel i sydöstra Berlin som ingår i stadsdelsområdet Treptow-Köpenick.
Grünau ligger vid Sprees södra strand, i den sydöstra utkanten av staden Berlin, och är ett populärt utflyktsmål för berlinarna, med ett strandbad, en roddstadion och stora grönområden. 

## Historia

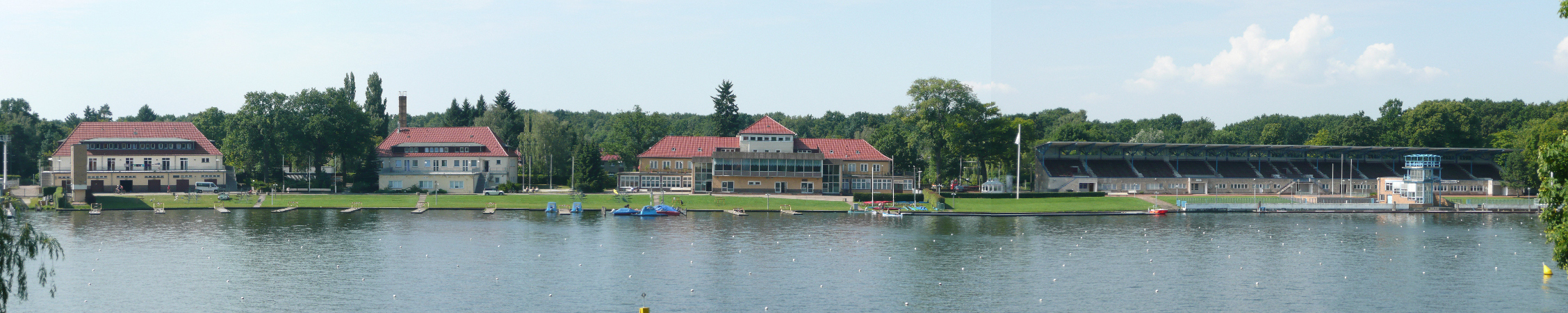
Grünaus roddstadion.

Orten grundades som en by för kolonisatörer från Pfalz under Fredrik II av Preussens regeringstid i mitten av 1700-talet.  Efter misslyckade försök att bedriva vinodling på platsen inriktade man sig på bomullsspinneri och sidentillverkning, men orten var ända fram till 1800-talet glest befolkad med endast 59 invånare år 1800.
Grünau blev ett tidigt centrum för vattensport och blev under slutet av 1800-talet ett populärt utflyktsmål för Berlinbor, efter att järnvägen Berlin-Görlitz dragits igenom orten, med flera värdshus och nöjeslokaler. Under åren fram till första världskriget byggdes många villor i området.
I Grünau finns ett minnesmärke över de arbetare som avrättades vid protester mot kuppmakarna under Kappkuppen 1920.  År 1920 införlivades också Grünau i Stor-Berlin och är sedan dess en stadsdel i Berlin.
Vid Grünaus roddstadion avgjordes rodd- och kanottävlingarna under de Olympiska sommarspelen 1936.

## Kända Grünaubor
- Karl Dönitz (1891-1980), storamiral i Kriegsmarine och krigsförbrytare dömd i Nürnbergprocessen, Nazitysklands sista rikspresident och statschef i maj 1945.
- Stefan Heym (1913-2001), född som Helmut Flieg, författare, medborgarrättsaktivist och politiker, bosatt i Grünau.

## Fotogalleri

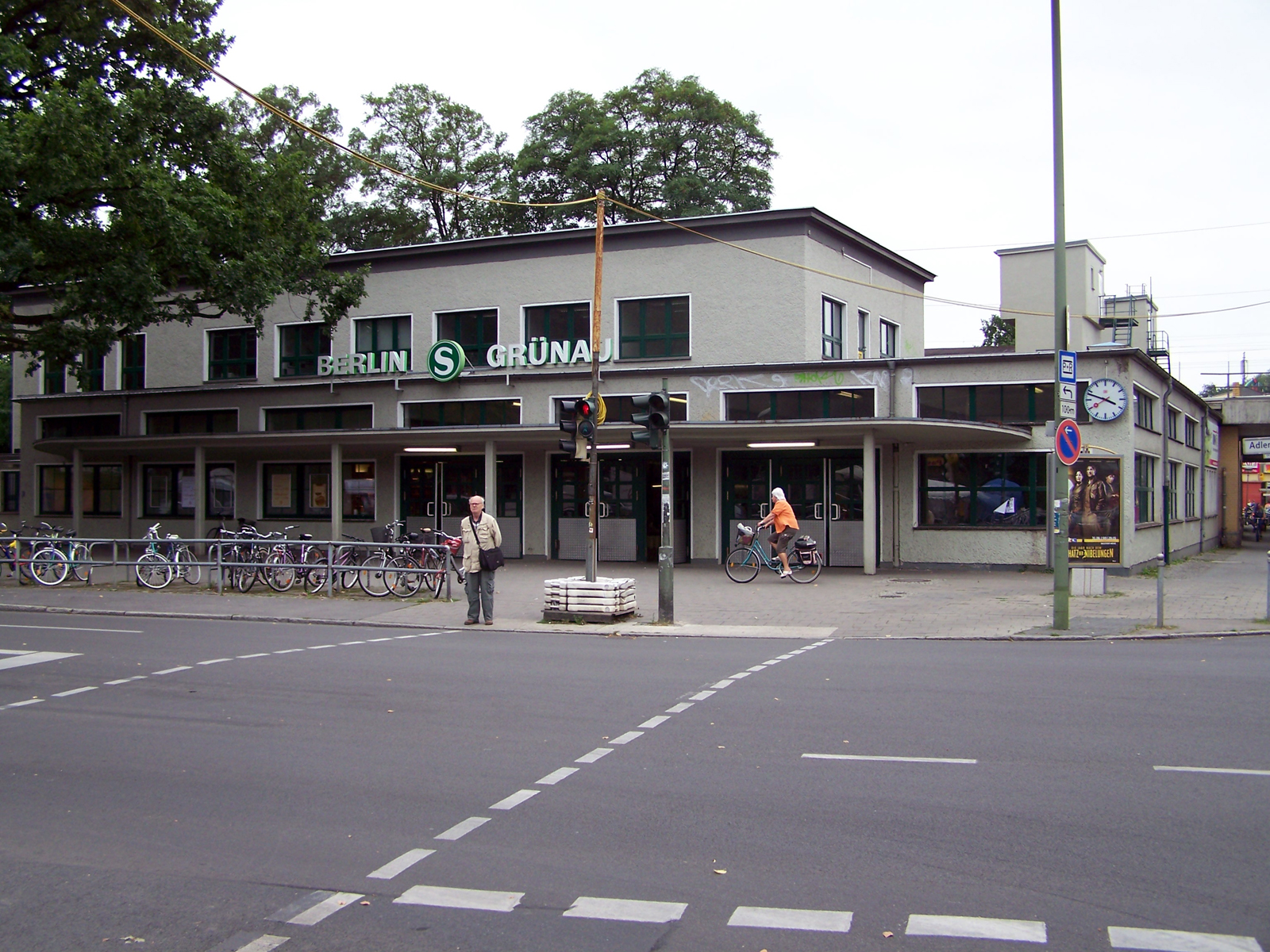
Grünaus järnvägsstation
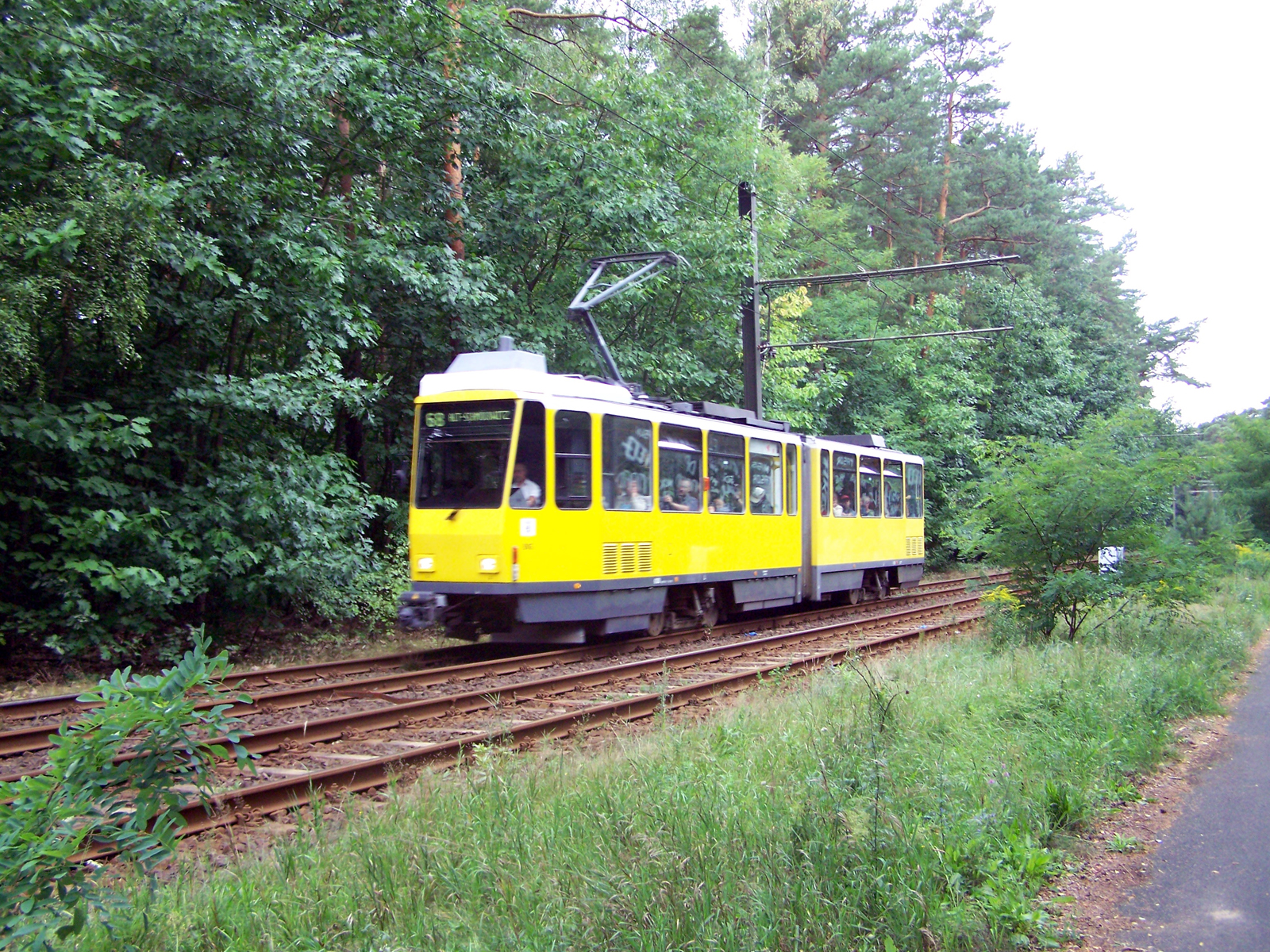
Spårvagn linje 68
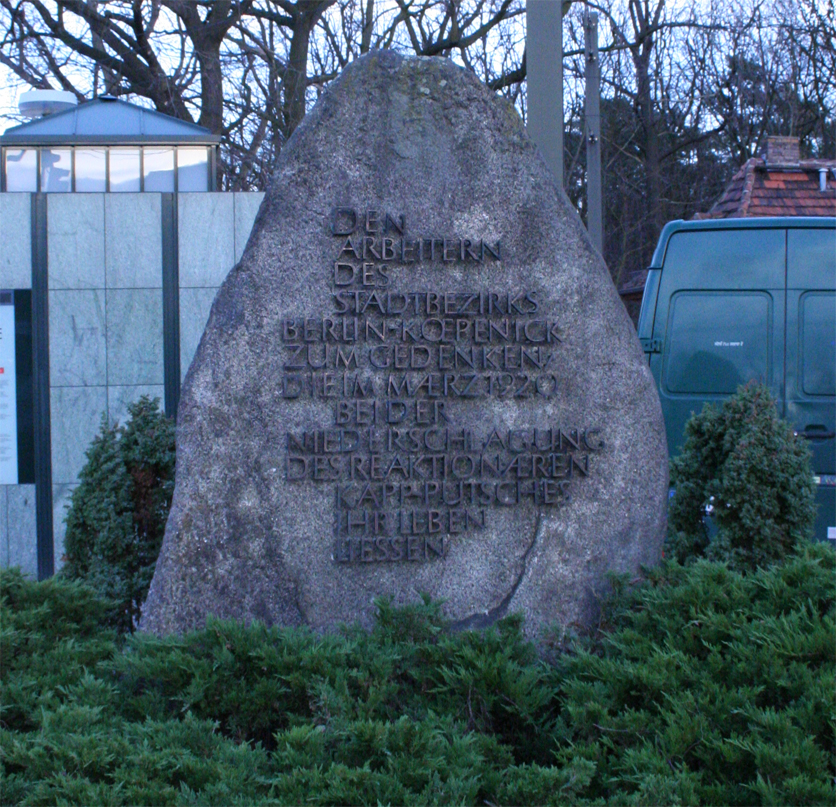
Minnessten över arbetare dödade under Kappkuppen.